# Пригниц (район)
При́гниц (нем. Prignitz) — район в Германии. Центр района — город Перлеберг. Район входит в состав земли Бранденбург. Занимает площадь 2123 км². Население — 82,3 тыс. чел. (2010). Плотность населения — 39 человек/км².
Официальный код района — 12 0 70.
Район подразделяется на 26 общин.

## Города и общины
1. Виттенберге (18 638)
2. Прицвальк (12 638)
3. Перлеберг (12 390)
4. Карштедт (6429)
5. Грос-Панков (4153)
6. Платтенбург (3718)
7. Гумтов (3685)
8. Путлиц (2801)
9. Бад-Вильснак (2642)
10. Ленцен (2368)
11. Майенбург (2315)
12. Брезе (1556)
13. Вайзен (1030)
14. Ланц (830)
15. Кумлозен (807)
16. Берге (802)
17. Мариенфлис (773)
18. Легде/Квитцёбель (652)
19. Халенбек-Рольсдорф (610)
20. Рюштедт (562)
21. Триглиц (544)
22. Гердсхаген (530)
23. Гюлиц-Рец (509)
24. Ленцервише (506)
25. Пиров (481)
26. Кюммерницталь (369)

(30 сентября 2010)